# Stefano Delle Chiaie
Stefano Delle Chiaie (Caserta, 13 de septiembre de 1936-Roma, 10 de septiembre de 2019) fue un terrorista neofascista italiano, que alcanzó notoriedad al participar en las operaciones Gladio y Cóndor.
Las investigaciones llevadas adelante por el juez español Baltasar Garzón documentaron que Delle Chiaie asesoró y trabajó para la DINA de Augusto Pinochet en Chile, la Triple A en Argentina y la dictadura de Hugo Banzer Suárez en Bolivia. También participó en la masacre de Ezeiza en Argentina, cuando Perón retornó del exilio en 1973.

## Carrera terrorista
Actuó en Italia (1959-1987), España (1970-1977), Perú (1983) Argentina (1970-1984), Paraguay (1985), Venezuela (1987).

### En Europa
Stefano Delle Chiaie empezó como miembro del Movimiento Social Italiano (MSI). Su oposición a la política de entendimiento con la Democracia Cristiana que impulsó el secretario general del MSI, Arturo Michelini, llevó a Delle Chiaie a promover la corriente integrista Ordine Nuovo.
Ayudó a Junio Valerio Borghese en su fracasado golpe de 1970, y participó en la estrategia de la tensión que Gladio estaba implementando con la ayuda de la P2 de Licio Gelli y el SISMI, los servicios secretos italianos. Pero tuvo una carrera internacional. Después del golpe fallido, huyó a la España franquista (como Vincenzo Vinciguerra) con la protección de los servicios de inteligencia italianos, que le permitieron la huida. Allí continuará organizando su grupo Avanguardia Nazionale, y conoció a Léon Degrelle.
El símbolo de la organización fascista de Delle Chiaie es la runa Odal, un rombo cuyos lados inferiores se entrecruzan.

#### España
En 1976 participó en los asesinatos de los militantes carlistas Aniano Jiménez Santos y Ricardo García Pellejero en el acto carlista de Montejurra, en Navarra. Actuó con total impunidad junto con otros miembros de la extrema derecha internacional como Rodolfo Almirón (miembro de la Triple A argentina), Jean-Pierre Cherid (miembro de las OAS) y Pier Luigi Concutelli. Stefano Delle Chiaie declaró en una entrevista en 1983 a un periodista español "me decidí a dar la mano a la creación de un movimiento revolucionario internacional (...)".

#### Portugal
Stefano Delle Chiaie participó en la "Aginter Press " de Yves Guérin-Sérac fundado en el Portugal de António de Oliveira Salazar en 1965.

### En Hispanoamérica
Stefano delle Chiaie fue descrito por la CIA como el terrorista más buscado de derecha en 1983, era sospechoso de bastante actividad ilegal, pero sin ser demostrado y siempre fue absuelto.En el curso de sus actividades Delle Chiaie también fue conocido por una serie de alias, el más notable de las cuales fue ALFA y Alfredo Di Stéfano, por el célebre futbolista del mismo nombre.
Tras asistir en Madrid al funeral de Francisco Franco, en el año 1975, según documentos declasificados de la CIA, Delle Chiaie se encontró con el agente de la DINA Michael Townley y el cubano Virgilio Paz Romero, para preparar el atentado contra Bernardo Leighton en Roma. Delle Chiaie desde entonces ha pasado la mayor parte de su vida delictiva en América Latina. En el mundo del terrorismo italiano Stefano era conocido como Alfredo; Townley, como Andrés Wilson.

#### Golpe en Bolivia
Tiempo después se vio implicado en el golpe de Estado contra la presidenta Lidia Gueiler en Bolivia, encabezado por el general Luis García Meza, donde se sumó a los militares argentinos que intervinieron en ese país, en compañía del criminal de guerra alemán Klaus Barbie. En 1982 sostuvo reuniones con Abdullah Çatlı, un miembro de los Lobos Grises, en Miami.

#### Internacional terrorista negra
Durante la audiencia en 1997 ante la Comisión contra el terrorismo encabezada por el senador Giovanni Pellegrino, Stefano Delle Chiaie siguió hablando de una "internacional fascista negra" y su esperanza de crear las condiciones de una "revolución internacional".  Habló de la Liga Anticomunista Mundial, pero dijo que después de asistir a una reunión en el Paraguay, la había abandonado. Afirmó que esta última era una fachada de la CIA.  Lo único que admitió haber tomado parte en la organización del Nuevo Orden Europeo (NOE), y negó haber trabajado con la Alianza Anticomunista Internacional en torno a 1974.

#### Asesinato de Bernardo Leighton
Según documentos de la CIA, en Madrid, Stefano Delle Chiaie también se reunió con Michael Townley, un agente de la DINA y Virgilio Paz Romero, un cubano de Miami, con conexiones en Chile, para preparar, con la ayuda de la policía secreta de Francisco Franco, el asesinato de Bernardo Leighton, un demócrata cristiano de Chile.  El 6 de octubre de 1975 Leighton y su esposa resultaron gravemente heridos por disparos, mientras que vivían en el exilio en Roma. Delle Chiaie, junto con su compañero Vincenzo Vinciguerra, también testificó en Roma en diciembre de 1995 ante la juez María Servini de Cubría que Enrique Arancibia Clavel (un exagente de la policía secreta chilena procesado por crímenes de lesa humanidad en 2004) y Michael Townley (un agente de la DINA y de la CIA, de nacionalidad estadounidense) estaban directamente involucrados en este frustrado asesinato.
Michael Townley ha afirmado que el agente de la DINA, Enrique Arancibia Clavel, condenado en Argentina por el asesinato en 1974 del general Carlos Prats, había viajado a California en el otoño de 1977 disfrazado de un miembro del sector bancario para verse con ALFA, un alias de Stefano Delle Chiaie.

### Arrestado
Fue finalmente arrestado en un restaurante del Centro Comercial Chacaito, en 1989 en Caracas, después de haber sido monitoreado por años en diferentes países de Sur América, por la División de Contrainteligencia de DISIP, un Organismo de Inteligencia de Estado Venezolano, y deportado a Italia para ser juzgado por su papel en el atentado de Piazza Fontana de diciembre de 1969, que empezó la "estrategia de la tensión", pero fue absuelto el mismo año. Junto a Licio Gelli y Francesco Pazienza, fue también acusado de haber participado en la masacre de Bolonia en 1980.

### Asesinato del General Carlos Prats
Algunos indicios apuntan a que estuvo involucrado en el atentado contra el general Carlos Prats en Buenos Aires en 1974. Delle Chiaie testificó ante la jueza federal argentina María Romilda Servini de Cubría que Enrique Arancibia Clavel (un exagente de la DINA juzgado por crímenes contra la humanidad en 2004) y Michael Townley, un agente secreto de nacionalidad estadounidense estaban implicados directamente en el asesinato.

#### Investigación en Argentina
La jueza María Servini de Cubría citó como involucrados en el atentado contra Prats a:
- Manuel Contreras.
- Pedro Espinoza Bravo.
- Eduardo Iturriaga Newman, jefe de departamento exterior de la DINA.
- José Zara.
- Cristopher George Willike, jefe de la DINA en Argentina.
- Armando Fernández Larios, enlace.
- Enrique Arancibia Clavel, agente.
- Jaime Patricio Arrau, enlace.
- Michael Townley, agente. Esos serían los ejecutores directos.

Por otra parte, "las investigaciones periodísticas y de derechos humanos sobre el caso mencionan específicamente a Stefano Delle Chiaie, del ultraderechista movimiento Avanguardia Nazionale, de Italia, y al argentino Martín Ciga Correa de la Triple A (quien con el nombre de Mariano Santamarina participó con otros militares en Honduras bajo mandato de la CIA en la guerra contra Nicaragua sandinista)", según el diario mexicano La Jornada.

#### Investigación en Italia
En una investigación judicial italiana, Delle Chiaie, declaró haber actuado, en el contexto de la Red Gladio, contra etarras vascos huidos a Francia. En dicha declaración, hizo referencia expresa al secuestro, interrogatorio, torturas, y posterior ejecución y desaparición de un miembro de E.T.A. en el sur de Francia a mediados de los años 1970. En 1976, fue secuestrado el también etarra Eduardo Moreno Bergaretxe, "Pertur", quien 32 años después continúa desaparecido. La Audiencia Nacional, a través del Juez Andreu, inició una investigación para esclarecer esta desaparición. En la misma declaración, también asumió el atentado con bomba contra otro etarra a finales de los 70, que por los datos ofrecidos podría tratarse del atentado mortal en diciembre de 1978 contra el etarra Argala, de nombre civil Joxe Miguel Beñaran Ordeñana. Ambos hechos fueron reivindicados por el BVE.

## Fallecimiento
Falleció en el hospital Vannini de Roma, el 10 de septiembre de 2019. Pocos meses antes de su muerte, había publicado sus memorias con el nombre de El águila y el cóndor: la historia de un militante político, donde relata su carrera dentro del neofascismo.

## Referencia y notas de pie
1. ↑  Redacción (10 de septiembre de 2019). «È morto Stefano Delle Chiaie, accusato di concorso esterno nella strage di Bologna». La Repubblica (en italiano) (Roma). Consultado el 10 de septiembre de 2019.
2. ↑  Conspiración para matar: Las relaciones secretas entre Pinochet, Franco y la P2 por Sergio Sorin, BUENOS AIRES, 4 de febrero de 1999
3. 1 2 3 4 5 6  Namebase
4. ↑  Más allá de Montejurra. Terrorismo derechista
5. ↑   Audiencia de Stefano Delle Chiaie el 22 de julio de 1997ante la Comision parlamentaria italiana de terrorismo presidida por el senador Giovanni Pellegrino
6. ↑  Chile and the United States:Declassified Documents relating to the Military Coup, 1970-1976
7. ↑   Vital rights ruling in Argentina, BBC, August 24, 2004
8. ↑   Arancibia, "clave" en la cooperación de las dictaduras, La Jornada, 22 de mayo de 2000
9. ↑   Declassified documents, 2, 6 published by the National Security Archive
10. ↑  Arancibia, "clave" en la cooperación de las dictaduras
11. 1 2  Stefano delle Chiaie: "La matanza de la calle de Atocha fue instigada por sectores de la policía"
12. ↑   El Águila y el Cóndor. Memorias de un militante político de Stefano delle Chiaie, Eminves, 13 de junio de 2019